# 小沢優
小沢 優（おざわ ゆう、1975年4月18日 - ）は、日本の元AV女優。
身長:170cm。スリーサイズ:B86・W60・H89。

## 略歴・人物
2006年にデビューした熟女系のAV女優である。
左利き（高身長の人妻より）。

## 出演作品

### アダルトビデオ
2006年
- 集団性的いぢめオフィスレディー（11月19日、クロス）共演:平嶋恵理、綾瀬なぎさ、中澤由香、神浦りお、真弓ほのか、星野美空、瀬戸内ルナ、永原沙希、今仲あき、坂本由美、坂下愛、相沢百合香、筒咲歩美、綾川舞、柚原まこと、妹川尚子、星沢まり、岡沢ジュン、神谷ひとみ、石川敦子、里中ゆずき、滝沢ひかる、戸田仁美、南澤由里、西本あずさ、早川直美、豊川まゆみ、芹永涼子、笹井千夏

2007年
- なでしこデビュー 人妻・小沢優（32歳） 夫との夜の生活がないのにガマンならずにAV出演しましたスペシャル!（9月18日、Nadeshiko）[1]
- 若妻崩壊 夫の前で嬲られて… 完全版（10月19日、Nadeshiko）[1]
- 素人マダムズ [LEVEL A] 其の三十四（10月26日、エロチカ）他出演:三咲エリナ、中村綾乃、水川彩子、鮎川真咲
- ECSTASY 人妻・小沢優（34歳）を一日中イカセまくりました（11月16日、エクスタシー）[1]
- 高身長の人妻（12月24日、VIP）共演:石原あすか、堀口奈津美[1]

2008年
- 【会員限定】 高級クラブママ生撮り 03（1月13日、オフィスケイズ）
- 他人の女房を酔わせてどうするつもり 2（1月25日、ネクストイレブン）他出演:白鳥涼子、神咲翔子[1]
- 人妻羞恥温泉旅行（1月31日、笠倉出版社）[1]
- 裏道通りにある飲み屋の未亡人ママ（2月20日、ネクストイレブン）共演:白鳥涼子[1]
- 強制レイプマニアックス 13（3月14日、メディアバンク）他出演:原千尋、石原あすか、永井優香、堀口奈津美、EMIRI[1]
- 深夜25時の不倫妻 こんな夜は貴方に抱かれたい…（12月15日、ネクストイレブン）他出演:神咲翔子、白鳥涼子、椎名紅緒、瀬名涼子、倖田李梨[1]

### アダルトサイト
- 人妻パラダイスGOLD 「人妻史上最高の淫乱Hカップ!」（人妻パラダイスGOLD）